# AJ Ginnis
AJ Ginnis, właściwie Aleksandros Joanis „AJ” Ginnis (gr. Αλέξανδρος Ιωάννης Γκιννής; ur. 17 listopada 1994 w Atenach) – grecko-amerykański narciarz alpejski, wicemistrz świata i brązowy medalista mistrzostw świata juniorów. Od 2020 roku reprezentant Grecji.

## Kariera
Po raz pierwszy na arenie międzynarodowej pojawił się 16 grudnia 2009 roku w Zell am See, gdzie w zawodach juniorskich nie ukończył pierwszego przejazdu w gigancie. W 2015 roku wystartował na mistrzostwach świata juniorów w Hafjell, gdzie zdobył brązowy medal w slalomie. Wyprzedzili go jedynie Norweg Henrik Kristoffersen i Austriak Marco Schwarz. Na tej samej imprezie był też osiemnasty w gigancie. Były to jego jedyne starty w zawodach tego cyklu.
W Pucharze Świata zadebiutował 22 grudnia 2014 roku w Madonna di Campiglio, gdzie nie zakwalifikował się do drugiego przejazdu slalomu. Pierwsze pucharowe punkty wywalczył równo dwa lata później w tej samej miejscowości, zajmując 26. miejsce w slalomie. Po zmianie obywatelstwa na greckie, pierwsze punkty zdobył 17 stycznia 2021 roku we Flachau, zajmując 11. miejsce w slalomie. Tym samym został pierwszym w historii reprezentantem Grecji, który zdobył punkty Pucharu Świata w narciarstwie alpejskim. Na podium zawodów tego cyklu pierwszy raz stanął 4 lutego 2023 roku w Chamonix, kończąc slalom na drugiej pozycji. Rozdzielił tam dwóch Szwajcarów: Ramona Zenhäuserna i Daniela Yule. Było to pierwsze w historii pucharowe podium reprezentanta Grecji. Na drugie miejsce Ginnis awansował z 23. pozycji, którą zajmował po pierwszym przejeździe.
Wystąpił na mistrzostwach świata w Sankt Moritz w 2017 roku, gdzie razem z reprezentacją USA zajął dziewiąte miejsce w zawodach drużynowych. Na rozgrywanych cztery lata później mistrzostwach świata w Cortina d’Ampezzo w swoim jedynym starcie nie ukończył drugiego przejazdu w slalomie. Podczas mistrzostw świata w Courchevel/Méribel w 2023 roku wywalczył srebrny medal w slalomie. Uplasował się tam za Kristoffersenem, a przed Włochem Alexem Vinatzerem. Był to pierwszy w historii medal dla Grecji w tym sporcie.

## Osiągnięcia

### Mistrzostwa świata
| Miejsce | Dzień     | Rok  | Miejscowość        | Konkurencja      | Czas biegu | Strata | Zwycięzca              |
| ------- | --------- | ---- | ------------------ | ---------------- | ---------- | ------ | ---------------------- |
| 9.      | 14 lutego | 2017 | Sankt Moritz       | Zawody drużynowe | –          | –      | Francja                |
| DNF2    | 21 lutego | 2021 | Cortina d’Ampezzo  | Slalom           | 1:46,48    | –      | Sebastian Foss Solevåg |
| 2.      | 19 lutego | 2023 | Courchevel/Méribel | Slalom           | 1:39,50    | +0,20  | Henrik Kristoffersen   |

### Mistrzostwa świata juniorów
| Miejsce | Dzień   | Rok  | Miejscowość | Konkurencja | Czas biegu | Strata | Zwycięzca            |
| ------- | ------- | ---- | ----------- | ----------- | ---------- | ------ | -------------------- |
| 18.     | 8 marca | 2015 | Hafjell     | Gigant      | 2:23,37    | +3,30  | Henrik Kristoffersen |
| 3.      | 9 marca | 2015 | Hafjell     | Slalom      | 1:37,55    | +1,75  | Henrik Kristoffersen |

### Puchar Świata

#### Miejsca w klasyfikacji generalnej
- sezon 2014/2015: –
- sezon 2015/2016: –
- sezon 2016/2017: 153.
- sezon 2017/2018: –
- sezon 2019/2020: –
- sezon 2020/2021: 113.
- sezon 2021/2022: –
- sezon 2022/2023: 70.

#### Miejsca na podium w zawodach
1. Chamonix – 4 lutego 2023 (slalom) – 2. miejsce